# Bebiank
Seuserenre Bebiank je bil faraon iz tebanske Šestnajste dinastije, ki je vladal v drugem vmesnem obdobju Egipta.
Po Kimu Ryholtu je bil naslednik faraona Semenreja. Po Torinskem seznamu kraljev naj bi vladal dvanajst let. Nasledil ga je bodisi zelo malo znan faraon Sekemre Šedvast, bodisi enako neznan faraon Seneferankre Pepi III.

## Dokazi
Bebiank je znan s stele, odkrite v Gebel Zeitu, ki dokazuje rudarjenje galenita med njegovo vladavino na tem območju ob Rdečem morju. Na steli sta njegovi imeni Seuserenre in Bebiank. Znano je tudi, da je zgradil prizidek k templju v Medamudu približno 8 km severovzhodno od Luksorja. Bebiankov nomen so odkrili tudi na bronastem bodalu v Nakadi, ki je zdaj v Britanskem muzeju pod kataloško številko BM EA 66062.